# 高橋元
高橋 元（たかはし げん、1924年1月4日 - 2013年8月9日）は日本の官僚。大蔵事務次官、公正取引委員会委員長、日本開発銀行総裁。

## 来歴
東京都出身。父の惟康は鉄道省を経て、横浜工業専門学校教授を務めた。府立高等学校を経て、1945年9月に東京帝国大学法学部法律学科、1949年3月に東京大学法学部政治学科をそれぞれ卒業。同年後期入省組として大蔵省入省。面接の日に風邪をこじらせて欠席したが、筆記試験が他者より群を抜いて高かったため、当時の村上一文書課長が「落とすにはしのびない」と、高橋一人のために例外的に面接をやり直したという。一年目は銀行局預金部資金課に配属。
1953年11月 東京国税局調査査察部国税調査官。1954年5月 八幡浜税務署長、1955年9月 仙台国税局総務部総務課長、1956年11月 理財局外債課長補佐、1959年6月 同証券第二課長補佐、1960年7月 大臣官房文書課長補佐。様々な調整や法案成立のための根回しを行い、この時に「24年（入省）に高橋あり」と言われ始めていった。
1962年7月 田中角栄蔵相秘書官、1964年7月 経済企画庁総合計画局計画官、1967年 主計局主計官（総理府特別機関、司法、警察担当）、1968年6月25日 同主計官（総務課）、1970年 主税局税制第二課長、1972年 同税制第一課長、1973年 大臣官房文書課長、1975年 主計局次長、1978年 経済企画庁官房長、1979年 主税局長などを経て、1981年6月に前年の総選挙で自民党を支配するに至った田中角栄の引き上げで、事務次官に就任する（田中の蔵相時代に秘書官を務めていたため）。
大平内閣当時、大倉真隆次官以下、長岡實主計局長、高橋主税局長ら大蔵省は、田中角栄をはじめとする政治家による放漫財政を抑制し、財政再建のために大平正芳首相のもとで一般消費税導入を検討していたが、大平の急死と田中の勢力拡大のために頓挫した。のちの高橋次官のもとでは増税を凍結し、以降田中の派閥拡大のために公共事業の相次ぐ増額を余儀なくされる。
また、印刷局長にノンキャリアの石井直一（1946年入省）が抜擢されたことが話題となったが、石井と関わりがあった高橋次官 - 松下康雄主計局長 - 山口光秀官房長 - 宍倉宗夫主計局総務課長ら本省キャリアたちがノンキャリア組の士気を鼓舞するために合作した案だった。
事務次官退任後、1982年から1987年まで公正取引委員会委員長。1987年から日本開発銀行（現・日本政策投資銀行）総裁を務めた。
2013年8月9日、急性心筋梗塞で死去。享年89歳。

## 親族
母方伯父に伊東延吉、その岳父に馬淵鋭太郎

## 大蔵省同期
入省同期に徳田博美（野村総研理事長、銀行局長）、戸塚岩夫（関税局長、理財局次長（旧理財担当））、金子太郎（丸三証券社長、環境次官）、北田栄作（第三銀行初代頭取、電源開発理事、造幣局長。同期トップ入省者）ら。他に1949年前期入省組には滝口吉亮（駐ベネゼエラ大使、駐チュニジア大使）、前田正道（内閣法制局第一部長）など。